# Rathaus Soest

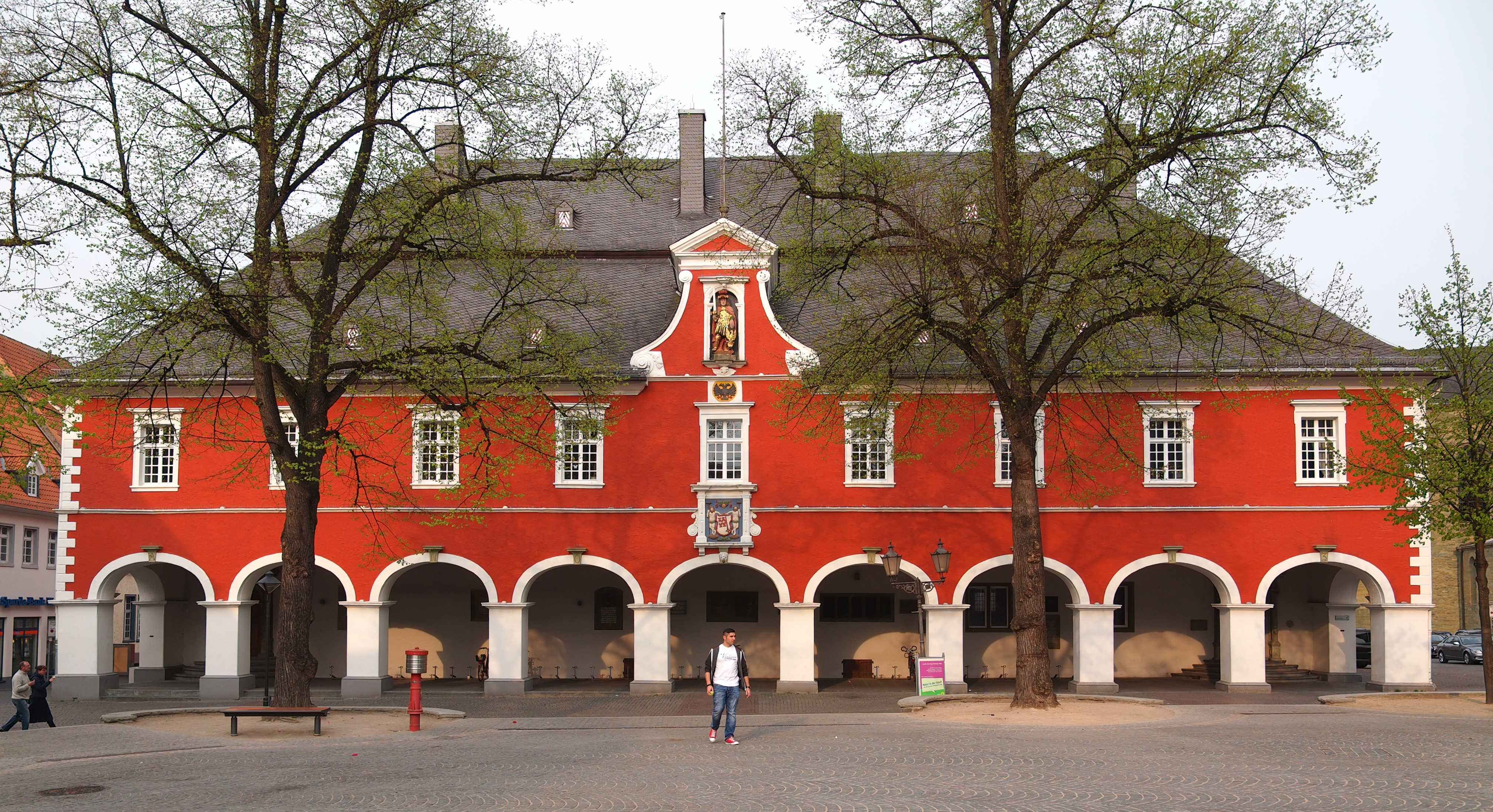
Rathaus Soest

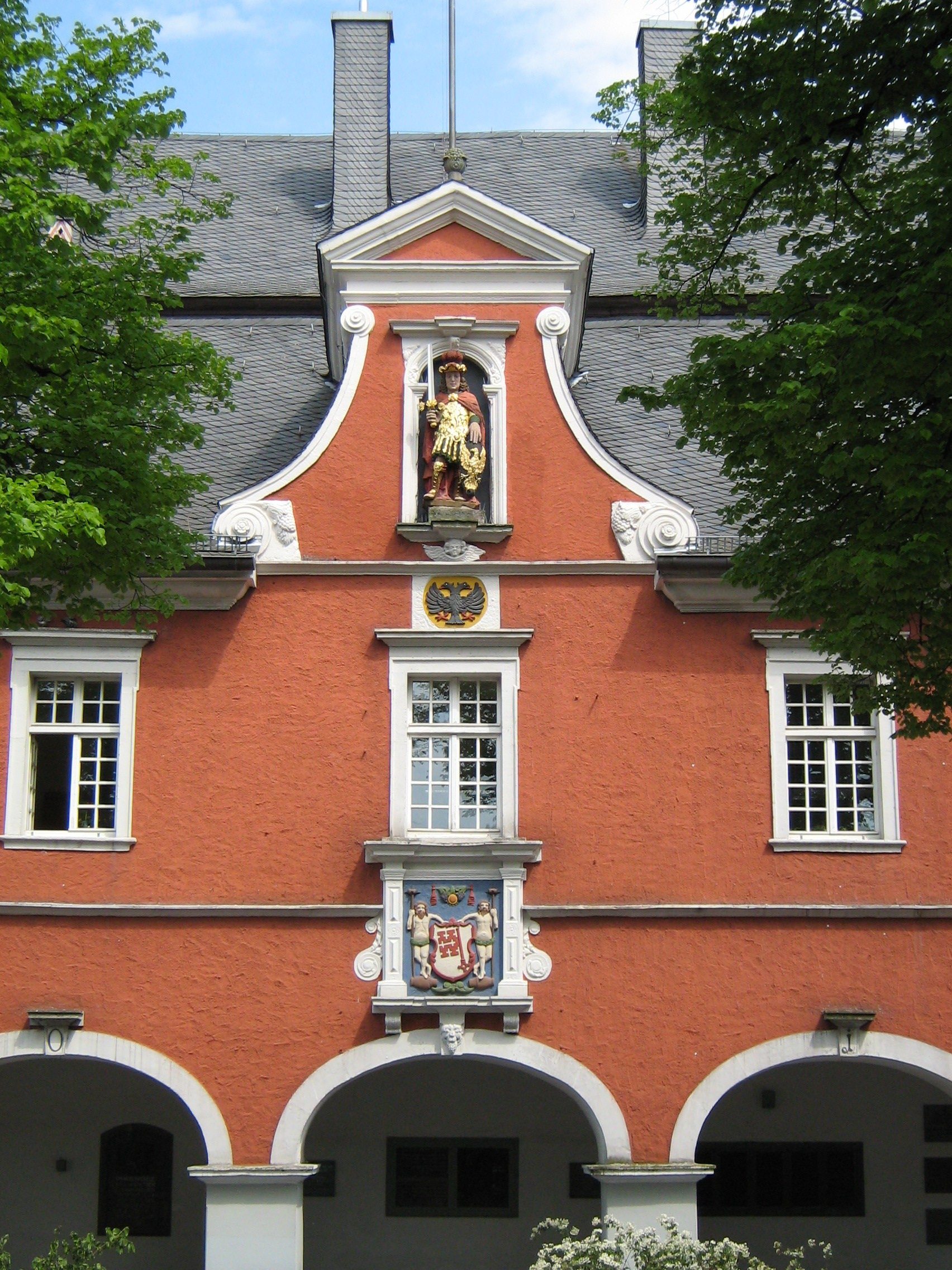
Mittelteil des Westflügels; im Giebel der Stadtpatron St. Patroklus; über dem mittleren Bogen das Soester Stadtwappen

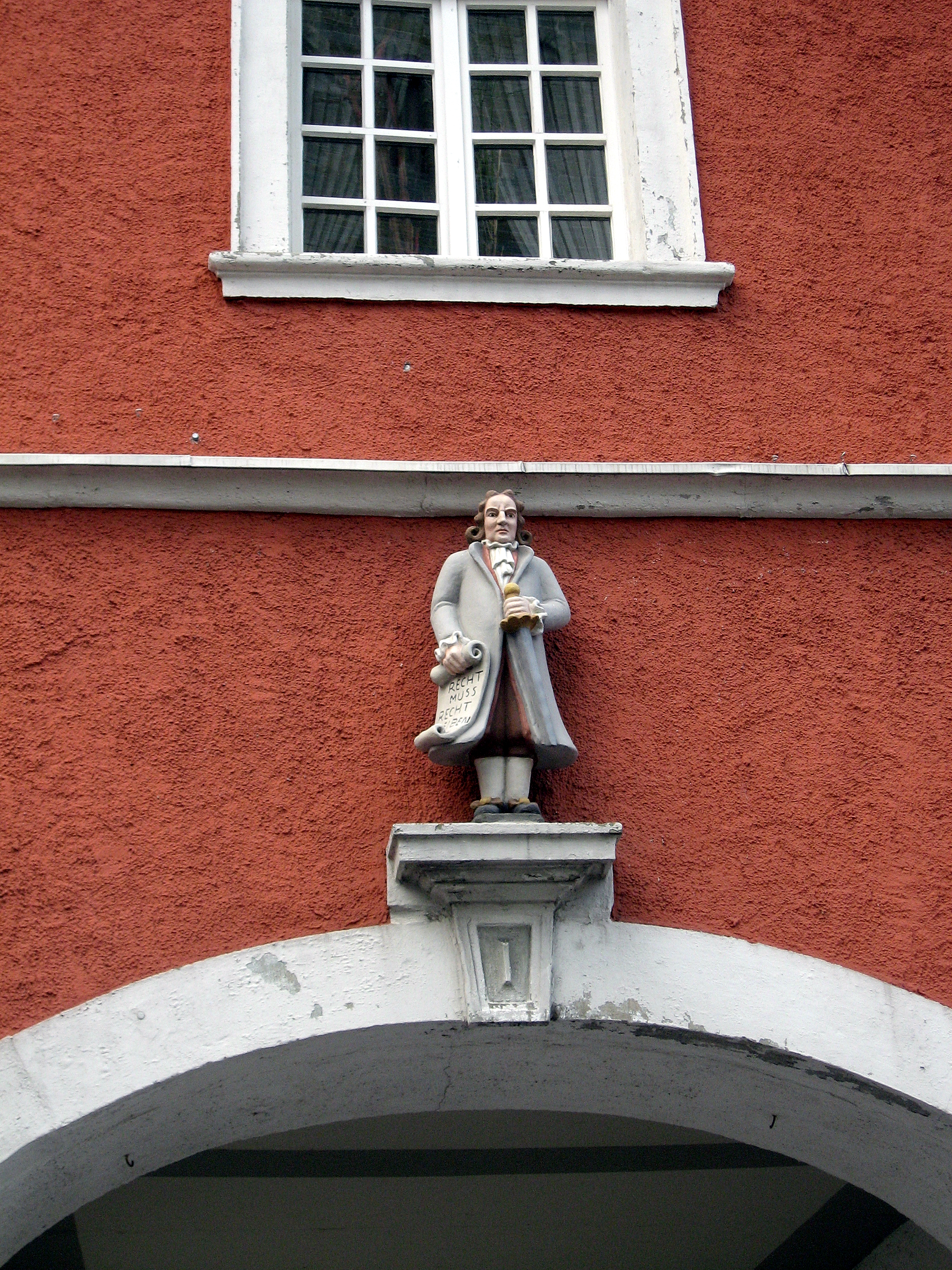
Bürgermeister Otto Gerhard Glotz über dem Südzugang der barocken Vorhalle mit der Parole „Recht muss Recht bleiben“. Über dem nördlichen Zugang auf der entgegengesetzten Seite befindet sich eine Skulptur des Jägers von Soest.

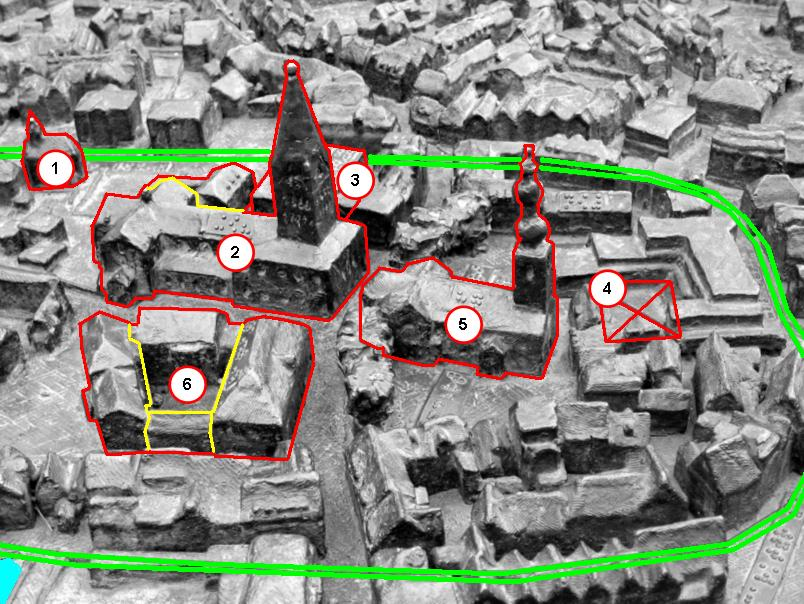
Modell des ottonisches Kerns der Soester Altstadt (grün umrandet, Blickrichtung Süden): 1) Nikolaikapelle, 2) St.-Patrokli-Dom, 3) Morgner-Haus, 4) Standort der Alten Pfalz, 5) St.-Petri-Kirche, 6) Rathaus mit vier Gebäudeteilen aus verschiedenen Jahrhunderten; unten links ein Zipfel des Großen Teichs

Das noch heute vom Stadtrat und der Stadtverwaltung genutzte Soester Rathaus gehört unter den zahlreichen historischen Bauten in der Stadt Soest zu den wenigen repräsentativen Barockgebäuden. Der von Betrachtern als besonders schön eingeschätzte symmetrische Barockflügel mit seiner neunbogigen Vorhalle ist der westliche Teil einer vierflügeligen Anlage, deren einzelne Bauten in unterschiedlichen Jahrhunderten entstanden sind.

## Geschichte
Ein Rathaus in Soest wurde bereits 1230 als Domus Consulum (Bürgermeisterhaus) erwähnt. Aus der Entstehungszeit um 1200 ist noch ein ostwestlich verlaufendes Tonnengewölbe im Keller erhalten.
Das heutige Rathaus ist eine vierflügelige Anlage um einen großen Innenhof, der bisweilen für öffentliche Veranstaltungen genutzt wird. 
Das heute als Rathaus bekannte Barockgebäude, der Westflügel, entstand unter Bürgermeister Otto Gerhard Glotz in den Jahren 1713 bis 1718, einer Zeit, in der sich Soest seit Jahren deutlich im Niedergang befand, aber seine weitgehende Selbstständigkeit immer noch zu wahren vermochte. Die neunbogige Vorhalle des barocken Rathauses war früher an Kaufleute vermietet. Dahinter nimmt der repräsentative, zwei Etagen hohe „Blaue Saal“ einen großen Teil des Gebäudes ein. Er öffnet sich zum Innenhof mit großzügigen Einlässen. Der nördlich an den Westflügel anschließende „Rentkammerflügel“ entstammt wahrscheinlich noch dem 16. Jahrhundert. Der südliche, dem Patrokli-Dom gegenüberliegende Rathausflügel beherbergt heute den Ratssaal. Dieser jüngste Gebäudeteil des Rathauses entstand 1878–1879 und ersetzte den Archiv- und den Kämmereiflügel, die ehemals einen eigenen kleinen Innenhof umschlossen. Der am Platz Vreithof liegende östliche, „neuere“ Teil des Rathauses mit seiner Inschrift „Mut unde Frede“ (Mut und Frieden) beherbergte in der Vergangenheit das Archigymnasium. Dieser Gebäudeflügel wurde bereits 1854 aufgestockt.

## Ansichten der Gebäudeteile

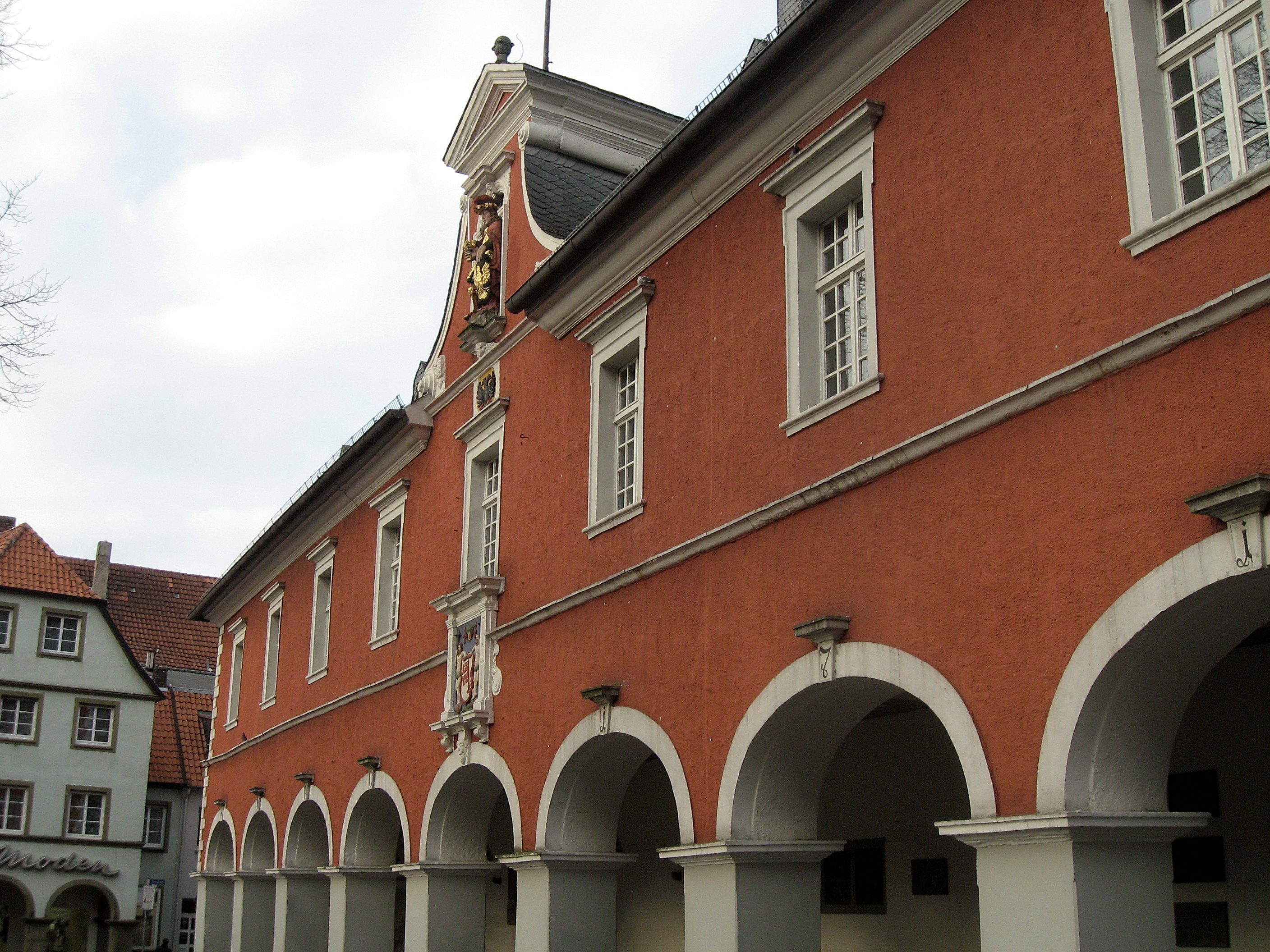
Die barocke Vorhalle von Süden gesehen
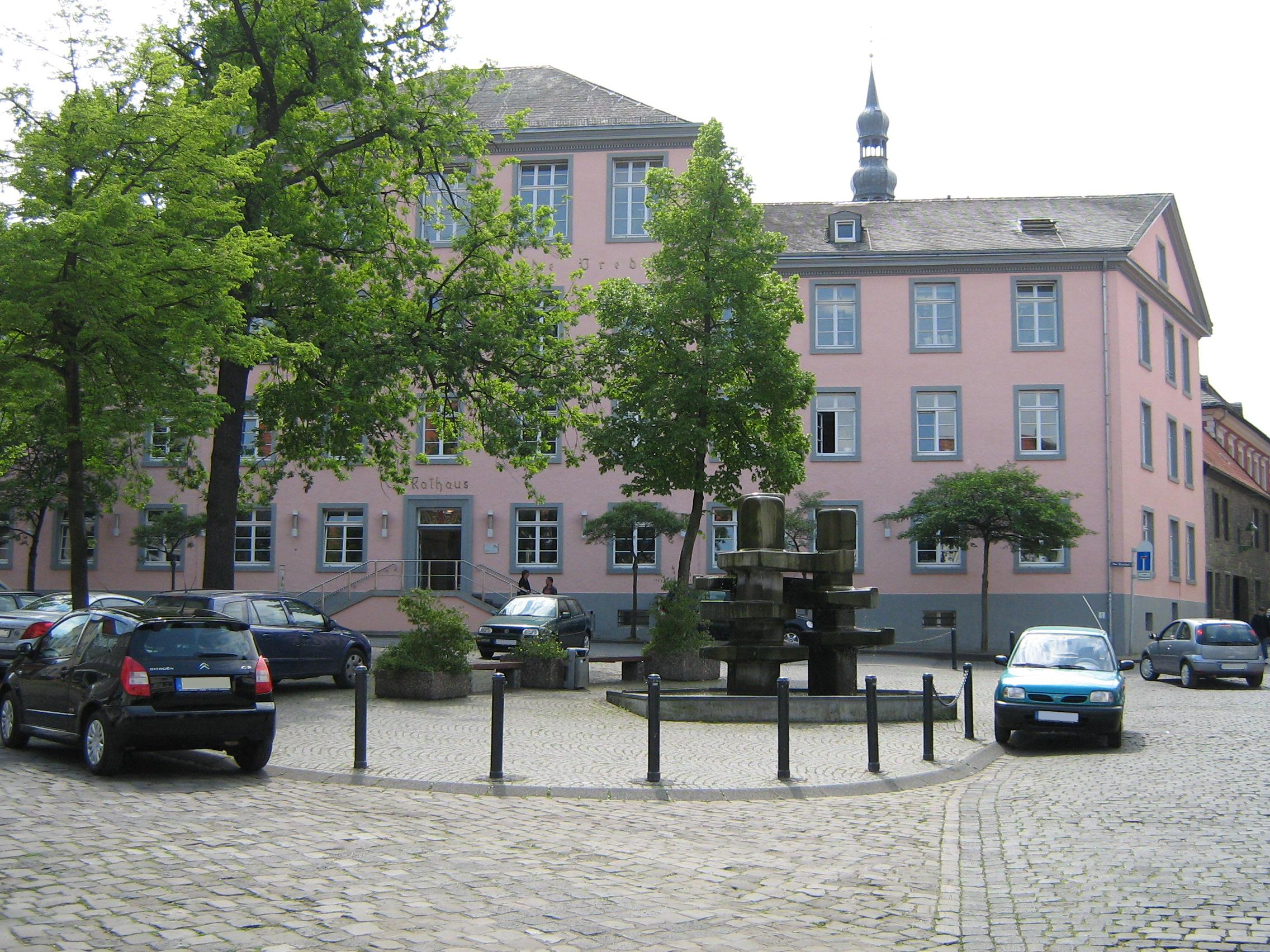
Ostflügel des Rathauses am Vreithof, ehemaliges Archigymnasium, ganz rechts der Rentkammerflügel aus Grünsandstein
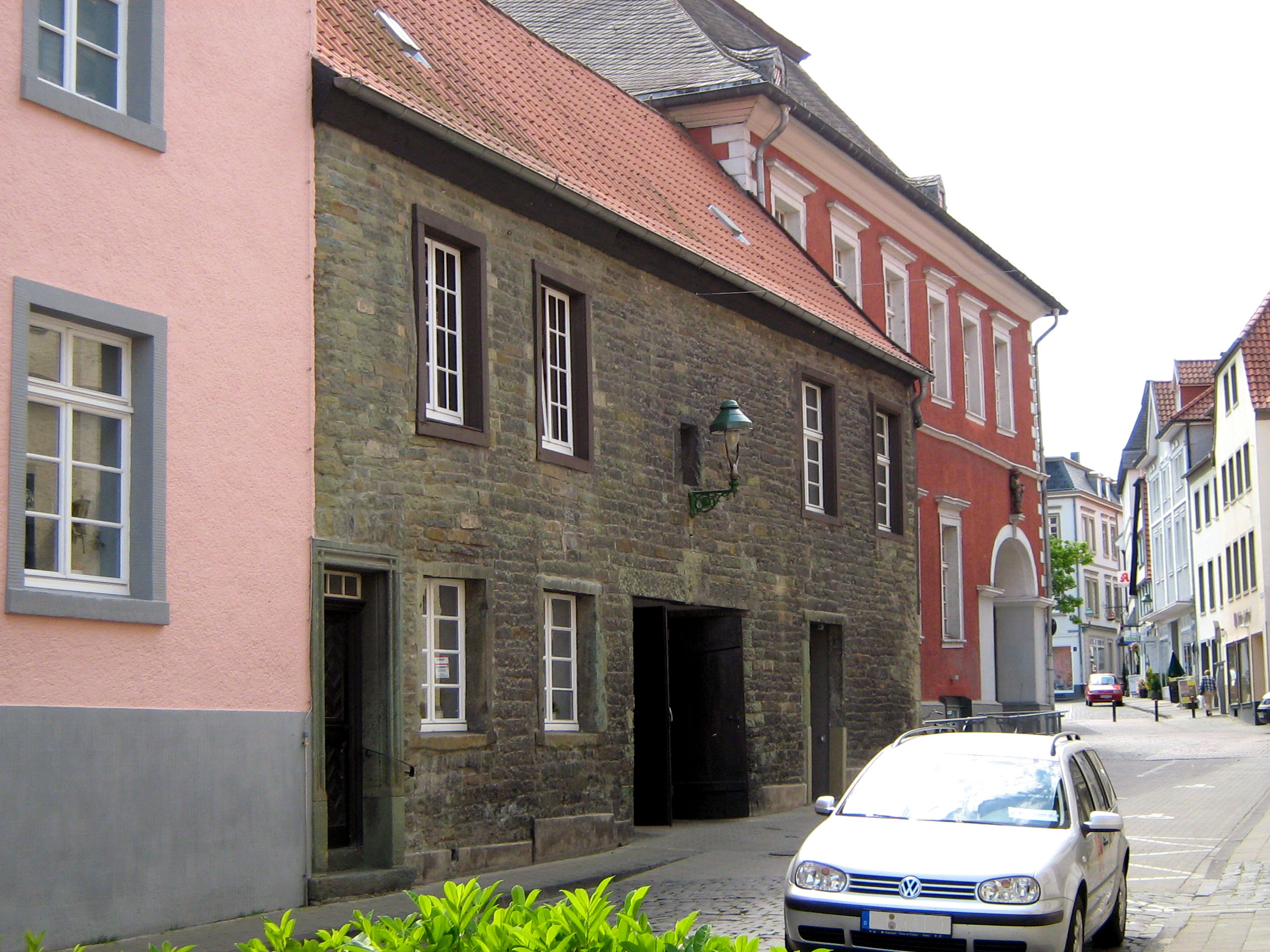
Nordflügel des Rathauses, ältester Teil, vermutlich 16. Jahrhundert, sog. „Rentkammerflügel“
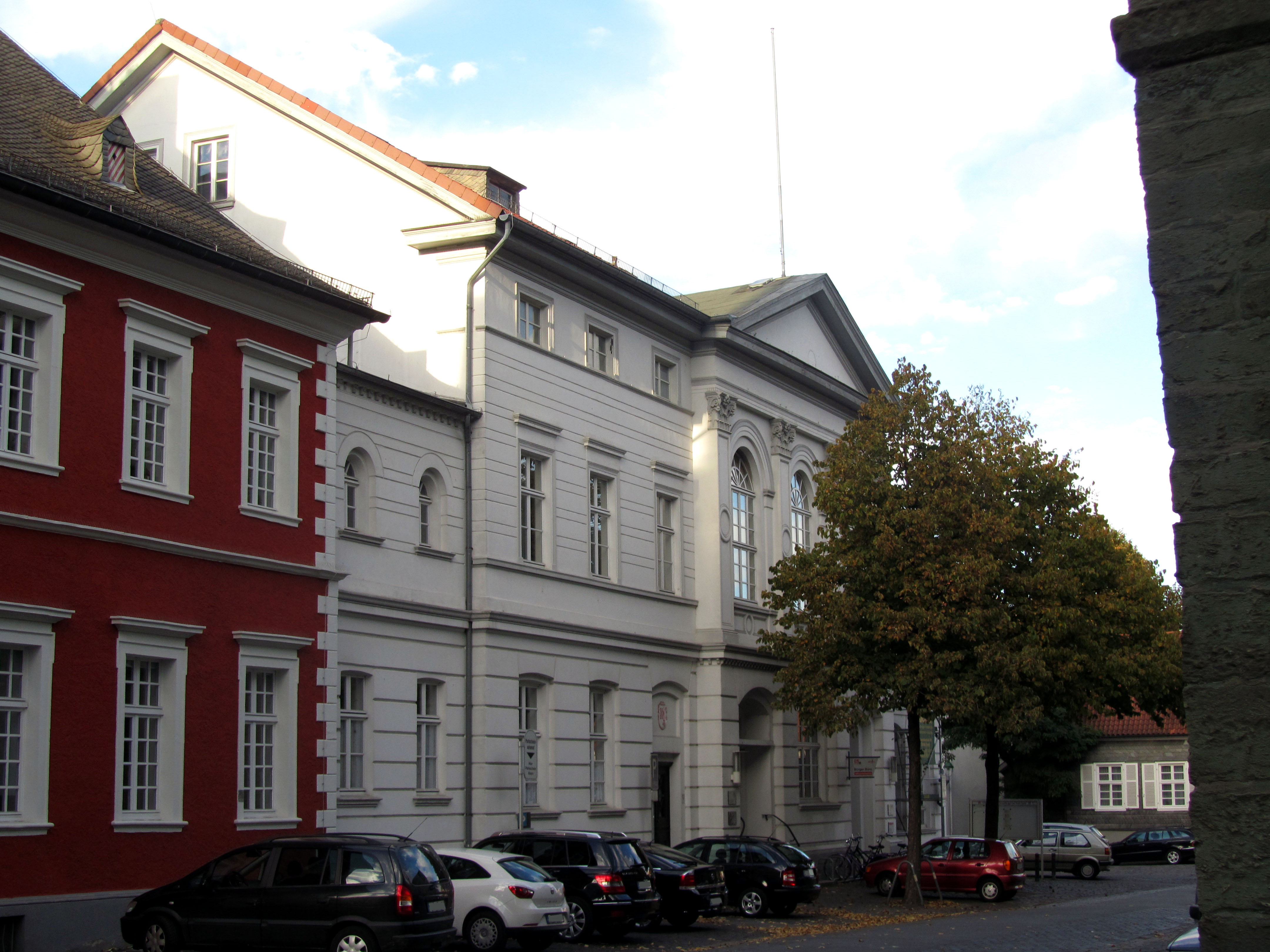
Südflügel des Rathauses, Bau des 19. Jahrhunderts. Hinter den großen Fenstern (von den Baumkronen verdeckt) befindet sich der Ratssaal.